# Robert Roberts
Robert Roberts (8 de abril de 1839 – 23 de setembro de 1898) é considerado o responsável por ter continuado o trabalho de organização e estabelecimento do movimento Cristadelfiano fundado pelo Dr John Thomas. Ele foi um autor prolífico e editor da revista The Christadelphian de 1864 a 1898.

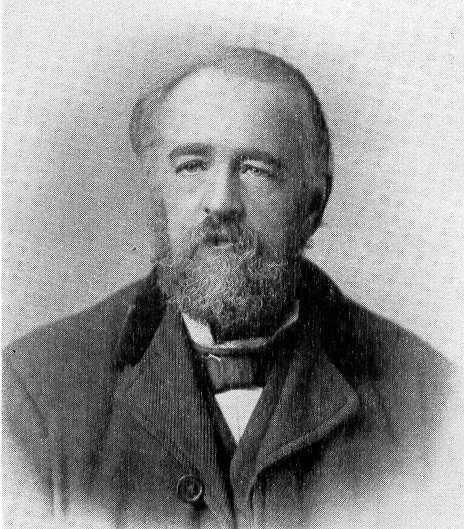
Robert Roberts

## Infância e Juventude
Robert Roberts, nascido em Link Street, Aberdeen, Escócia , era filho do capitão de um pequeno navio costeiro. Embora sua família fosse de condições humildes, ele foi criado em um ambiente bem disciplinado e estritamente religioso.  
Aos 10 anos participou com sua mãe de uma palestra de John Thomas em Aberdeen. Alguns anos mais tarde ele encontrou um exemplar de uma revista, pertencente a sua irmã, intitulada Herald of the Kingdom and Age to Come, de Thomas. Robert Roberts começou então levar à sério seus estudos bíblicos. Depois de ler o livro Elpis Israel de Thomas , com a Bíblia em mãos, ele se convenceu de sua veracidade e deixou de frequentar a capela com sua família. Ele foi batizado em 1853 aos 14 anos como parte dos "Crentes Batizados" (isso foi 11 anos antes do nome 'Cristadelfiano' ser cunhado por John Thomas; ele foi rebatizado em 1863 "ao alcançar uma compreensão das coisas relativas ao nome de Jesus, do qual ele ignorava no seu primeiro batismo").

## Associação com John Thomas
Em 1856 Robert Roberts escreveu pela primeira vez a John Thomas na América. Em 1858 ele tentou, mas não conseguiu arrecadar fundos suficientes para despesas de viagem para convidar Thomas para visitar a Inglaterra novamente; recebendo uma resposta sobre seus esforços através das páginas do The Herald of The Kingdom. Durante a Guerra Civil Americana, Thomas teve que suspender a publicação da revista The Herald of The Kingdom . Assim, em 8 de outubro de 1861, Robert Roberts escreveu a Thomas instando-o a visitá-lo, o que ele fez em 1862. Notas taquigráficas feitas por Roberts durante esta visita formaram a base do livro de Roberts, Dr. John Thomas: sua vida e obra (publicado em 1873 - dois anos após a morte de Thomas).
Algum tempo depois desta visita, devido em parte a mal-entendidos e desinformação, houve uma breve ruptura nas relações amistosas entre os dois homens; isso foi resolvido em outubro de 1864. Posteriormente, eles apoiaram entusiasticamente o trabalho um do outro. Roberts coletou assinaturas e organizou a distribuição da exposição de John Thomas do Livro do Apocalipse , Eureka (3 vols. 1861, 1866, 1868), na Inglaterra, e (com o tempo) muitas de suas outras obras. Roberts levantou o dinheiro para financiar o que seria a última viagem de Thomas à Inglaterra em maio de 1869. Perto do final desta viagem, março de 1870, Thomas nomeou Roberts como guardião de todos os seus assuntos no caso de sua morte, que ocorreu antes do previsto. em 1871. Roberts morreu em 1898, e foi enterrado no Cemitério Green-Wood , na cidade de Nova York , ao lado do túmulo de Thomas.

## Pregação
Mesmo em seus primeiros dias, Roberts se esforçou para organizar eventos de pregação onde quer que fosse. Sua primeira tentativa séria foi em 1860, quando proferiu um curso de 8 palestras públicas na Senior's School Room, East Parade, Huddersfield . A reunião de Huddersfield então ocorreu na Spring Street Academy (um antigo local de encontro Campbellite ) para reuniões de domingo, incluindo palestras públicas. Algumas tardes de domingo ele também fazia discursos ao ar livre, na St. George's Square ou no Market Place, Huddersfield. Foi em Spring Street, no inverno de 1861, que Robert Roberts proferiu uma série de doze palestras em sucessivas tardes de domingo, expondo sistematicamente as crenças cristadelfianas.
Em 1864, depois de se mudar para Birmingham, ele organizou uma palestra na Prefeitura de Birmingham , em resposta a um pregador Irvingita que havia falado lá anteriormente. Participaram entre 1.500 e 1.800 pessoas. Eventualmente, em 1866, ele alugou o Athenaeum Chambers, 71 Temple Row, Birmingham, permanecendo lá até dezembro de 1871, quando a reunião foi transferida para o Temperance Hall, 8 Temple Street, Birmingham.  Embora baseado em Birmingham, ele viajou muito por todo o país, pregando e apoiando o crescente movimento Cristadelfiano.
Roberts usou todos os meios à sua disposição para pregar o que acreditava ser a verdade, e em 1877 enviou cópias de seu panfleto Profecia e a Questão Oriental a todos os membros da Câmara dos Lordes e da Câmara dos Comuns , recebendo o seguinte resposta de Gladstone: “DUNSTER, 24 de janeiro de 1877. Senhor, permita-me agradecer-lhe pelo seu tratado, que lerei com grande interesse; pois fiquei impressionado com a aparente base para acreditar que o estado do Oriente pode ser tratado naquele campo onde você tem trabalhado Seu fiel servo, WE Gladstone.
Em 1895 ele embarcou (por pressão das circunstâncias) em uma viagem para a Austrália . Ele viajou pelo canal de Suez, passando por Nápoles e Colombo até Adelaide . Ele visitou muitas vilas e cidades, na Austrália e na Nova Zelândia , pregando onde quer que fosse. Ele então viajou de volta pelas Ilhas Fiji , Honolulu (no que ainda era conhecido como Ilhas Sandwich ), Canadá e América chegando de volta a Birmingham em 1896.
Em 1897 ele retornou para a Austrália com sua família, eles se estabeleceram em Coburg, um subúrbio ao norte de Melbourne , em "Orient House". Em 1897-1898 ele fez uma curta viagem de pregação na Austrália, antes de embarcar em mais uma viagem de pregação na Nova Zelândia com sua esposa.
Ele estava viajando e pregando ainda mais quando morreu de insuficiência cardíaca em São Francisco, em setembro de 1898, aos 59 anos. Ele foi sucedido como editor da The Christadelphian Magazine por Charles Curwen Walker.

### Livros[8]
- A Cristandade Desviada da Bíblia (1884)
- Dr Thomas: sua vida e obras (1873)
- A Lei de Moisés
- Meus dias e meus caminhos
- Nazaré revisitada (1890)
- Estações de conforto (1879)
- Treze Palestras sobre o Apocalipse (1880)
- Aos eleitos de Deus em tempos de dificuldade
- A verdade sobre Deus e a Bíblia
- A mão visível de Deus
- Os Caminhos da Providência (1881)
- O Julgamento (1882)
- Diário de uma viagem à Austrália, Nova Zelândia e outras terras (1896)

### Livretos
- O Sangue de Cristo (1895)
- O Instrutor Cristadelfiano (1891)
- Os Mandamentos de Cristo
- O Guia Eclesial (1883)
- A Boa Confissão (1869)
- As Parábolas de Cristo
- The Sect Everywhere Spoken Against (reimpressão de uma palestra)
- O Cordeiro Morto (1873)
- Jesus de Nazaré era o Messias? (O debate severo; 1871)
- Castigo Eterno, não 'Tormentos Eternos' (1871)

### Revistas
- O Cristadelfiano